# 一缩二丙二醇
一缩二丙二醇（dipropylene glycol；雙丙二醇）一般指4-氧杂-2,6-庚二醇，即二(2-羟丙基)醚 （两分子1,2-丙二醇的两个1-羟基缩合）。此外也可以指：
- 4-氧杂-1,7-庚二醇 （两分子1,3-丙二醇的两个羟基缩合）
- 双(1-甲基-羟乙基)醚 （两分子1,2-丙二醇的两个2-羟基缩合）
- 2-(2-羟基-丙氧基)-1-丙醇 （两分子1,2-丙二醇的一个1-羟基与一个2-羟基缩合）

此条目内容为4-氧杂-2,6-庚二醇。

## 性质
无色无味透明黏稠液体，黏度比乙二醇更高。可燃。溶於水和甲苯。有毒。

## 制备
1,2-丙二醇与环氧丙烷在85％硫酸催化下缩合产生一缩二丙二醇，反应后用氢氧化钠中和，经过滤、减压蒸馏、常压精馏，制得成品。

## 用途
用作醋酸纤维素、硝基纤维素和虫胶清漆的溶剂、分散剂。也用于制取喷漆等。

## 外部連結
- Dipropylene Glycol Regular Grade (Dow)（页面存档备份，存于）
- Begründung zu Oxidipropanol (Dipropylenglycol) in TRGS 900（页面存档备份，存于） (PDF; 23 kB) （德文）